# Heinävesistråten

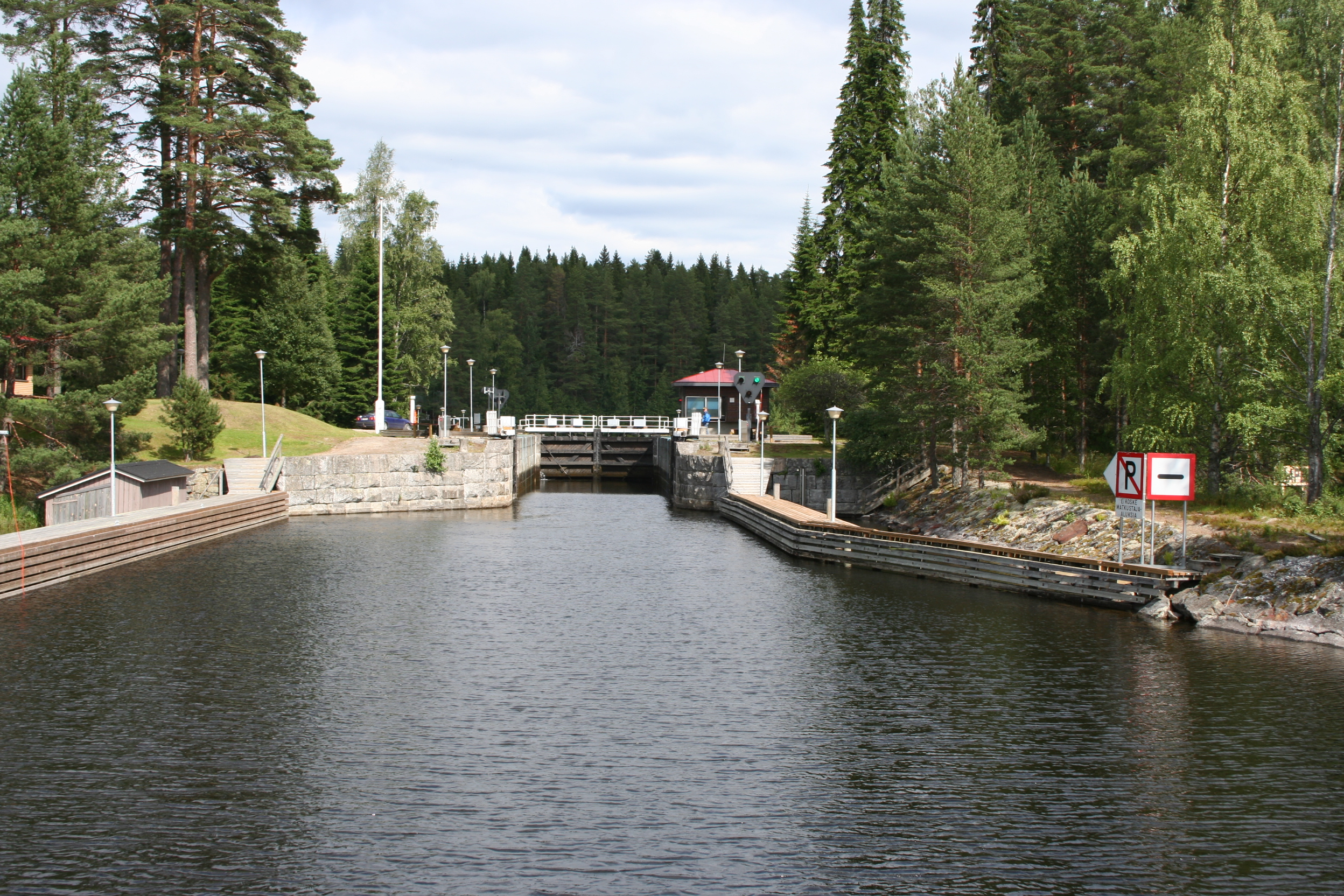
Vihovuonne kanal är en av Heinävesistråtens sex slusskanaler.

Heinävesistråten (fi. Heinäveden reitti) är en del av Kallavesileden i Vuoksens insjösystem och rinner från sjön Kallavesi till fjärden Haukivesi i sjön Saimen. Heinävesistråten som trafikeras av insjöångare på rutten Nyslott–Kuopio, har sex slusskanaler i Heinävesi kommun, bland dem den 1 100 m långa Varistaival kanal. Hela stråten kanaliserades 1895–1915. Ledens skönhet upptäcktes kring sekelskiftet 1900 av den finska konstnärseliten, av vars medlemmar flera (bl.a. Aino Ackté) skaffade sig sommarvillor i Heinävesi. Ångbåtstrafiken, som inleddes 1906, är numera av betydelse endast för turismen. Heinävesistråten var tidigare en viktig flottningsled.

## Kanaler

I Heinävesi kommunvapens mitt finns Heinävesistråten med tre timmerflottar som symboliserar kommunens gröna guld, det vill säga dess vida skogar. I vapnets högra hörn finns en skeppsratt som symboliserar ledens fartygstrafik.

Heinävesistråten har åtta kanaler, sex av dessa har slussar.
- Taivallahti kanal – 800 meter, 2 slussar,  höjdskillnad 4,95–5,45 meter
- Mellankanalen – 160 meter, slusslös
- Varistaival kanal – 1 100 meter, 4 slussar, höjdskillnad 13,30–14,20 meter
- Karvio kanal – 300 meter, 1 sluss, höjdskillnad 1,80 meter
- Kerma kanal – 250 meter, 1 sluss, höjdskillnad 2,30–2,40 meter
- Vihovuonne kanal – 250 meter, 1 sluss, höjdskillnad 0,80–1,00 meter
- Vääräkoski kanal – 240 meter, slusslös
- Pilppa kanal – 250 meter, 1 sluss, höjdskillnad 0,40–0,95 meter